# Кимура, Мицухиро
Мицухиро Кимура (яп. 木村三浩 Кимура Мицухиро, род. 19 октября 1956, Бункё, Токио) — японский политический деятель и активист. Председатель партии «Иссуй-Кай».

## Биография
Родился в Коисикава, Бункё, Токио, в 1956 году. Когда Кимура учился в школе в третьем классе, он переехал вместе с семьёй в Хино.
В 1972 году участвовал в акции протеста Регулярного съезда Японского союза учителей в Маэбаси, префектура Гумма.
В 1978 году высаживался на острова Сэнкаку в составе «отряда смерти Территории островов Сэнкаку Нихон Сэйнэнся», к которому он тогда принадлежал. С тех пор он дважды приземлялся на острове и действовал там, чтобы претендовать на суверенитет.
В 1981 году участвовал в формировании нового правого «Фронта объединения Гиюугун» с идеологией антиамериканского и антисоветского патриотизма и стал его председателем.
В 1988 году он поступил на юридический факультет Университета Кэйо и окончил его в 1996 году, получив бакалавр права. Во время учёбы он написал дипломную работу по теме исследования теории конституционной ревизии. После этого он стал студентом Высшей школы права Университета Кэйо и изучал иностранное право.
В 1992 году стал генеральным секретарем движения «Иссуй-Кай». В апреле этого года посетил Багдад и подписал протокол с партией Баас. Придерживаясь перспективы «независимости от Соединённых Штатов», он посетил Ирак после войны в Персидском заливе и Югославию после авиаудара НАТО. Кроме того, Кимура взаимодействует с националистическими политическими партиями и организациями во Франции, Германии, России, Ливии, Сирии, Малайзии и прочими. Примечательно, что Мицухиро Кимура был в Ираке более 20 раз.
В 1998 году он стал постоянным директором международной организации «НАСЁ» (Студенческая молодежная конференция Движения неприсоединения) со штаб-квартирой в Багдаде.
В феврале 2000 года он стал представителем «Иссуй-Кай».
В 2002 году он участвовал во Всемирной конференции правых политических партий, организованной лидером ЛДПР Владимиром Жириновским, а также участвовал в конференции «Patriot International» с Французским национальным фронтом. Кимура проводил мероприятия по решению проблемы Север-Юг и антиглобализации.
В марте 2003 года он решительно протестовал против вторжения США в Ирак — непосредственно перед вторжением он протестует против американской агрессивной войны на международной конференции в Багдаде. По поводу обладания «оружием массового уничтожения», которое стало причиной нападения на Ирак, он постоянно утверждал, что Ирак в принципе никогда не обладал таковым.
В мае 2010 года он посетил Южную Осетию, которая добилась независимости от Грузии, в составе делегации на Иссуйкай и встретился с президентом Эдуардом Кокойты, министром иностранных дел и спикером Палаты представителей. После этого в Москве он встретился с директором Министерства иностранных дел России Гарузиным, чтобы решить вопрос о Курильских островах и найти выход из затруднительного положения в отношениях между Японией и Россией.
12 и 13 августа 2010 года в Токио был проведён «Слёт патриотов за мир во всем мире», на который были приглашены члены Европейской патриотической партии, в том числе Жан-Мари Ле Пен, лидер Национального фронта.

## Мнение о США
В целом Мицухиро Кимура негативно настроен против США: так, например, на брифинге в Симферополе в сентябре 2016 года, он заявил что «Япония до сих пор оккупирована США», а посетив в Крыму несколько избирательных участков в день выборов в Госдуму РФ, отметил прозрачность и честность голосования, осудил давление США на полуостров и сравнил крымчан с самураями.